# Trouble Maker
Trouble Maker (hangul: 트러블메이커) foi um duo sul-coreano formado pela Cube Entertainment em 2011, composto por Hyunseung e Hyuna.

## História

### 2011: Formação e estreia com Trouble Maker
Em novembro de 2011, os colegas de gravadora da Cube Entertainment Hyunseung (ex-integrante do Beast) e Hyuna (ex-integrante do 4Minute e Wonder Girls) formaram a dupla Trouble Maker. Hyuna havia lançado anteriormente dois singles, mas ambos descreveram a subunidade como algo diferente de seus respectivos grupos. A subunidade foi oficialmente anunciada como "JS & Hyuna", qual Hyunseung revelou em seu Twitter, incluindo seu novo nome artístico para a subunidade, Jay Stomp.
No dia 25 de novembro, a unidade começou a revelar fotos teasers para o álbum, revelando um conceito de festa privada. A dupla também fez uma apresentação no Mnet Asian Music Awards 2011, que incluiu um beijo no palco. O primeiro mini-álbum e single da dupla, ambos intitulados "Trouble Maker", foram lançados em 1 de dezembro de 2011.
As apresentações ao vivo de "Trouble Maker" em shows musicais semanais foram criticadas pela mídia coreana por sua coreografia sexualmente sugestiva. Em resposta, a Cube Entertainment alterou a coreografia para o resto do período de promoção de "Trouble Maker". A dupla também apresentou "Trouble Maker" nos concertos do United Cube em Londres e no Brasil em dezembro de 2011. Trouble Maker passou a ganhar a coroa tripla em M Countdown para "Trouble Maker".

### 2013:Chemistry
Em outubro de 2013, a Cube Entertainment confirmou o retorno de Trouble Maker com uma sessão fotográfica. No dia 28, o duo lançou o single "Now" de seu EP Chemistry. O videoclipe do single, que se inspirou nos criminosos em série Bonnie e Clyde, ganhou uma nota de 19+ por suas pesadas referências ao sexo, álcool e cigarros. "Now" teve a maior pontuação já registrada no programa musical Inkigayo, chegando a 11.000 pontos.

## Ex-integrantes
- Hyunseung (hangul: 현승), nascido Jang Hyun-seung (hangul: 장현승) em 3 de setembro de 1989 (35 anos) em Guri, Coreia do Sul.
- Hyuna (hangul: 현아), nascida Kim Hyun-ah (hangul: 김현아) em 6 de junho de 1992 (32 anos) em Seul, Coreia do Sul.

## Discografia

### Extended plays
| Trouble Maker                                                                            | - Lançamento: 1 de dezembro de 2011 - Gravadora: Cube Entertainment - Formatos: CD e download digital | 2 | 13 | 1 | — | - KOR: 36,427+ |
| Chemistry                                                                                | - Lançamento: 28 de outubro de 2013 - Gravadora: Cube Entertainment - Formatos: CD, download digital  | 2 | —  | 3 | 8 | - KOR: 30,934+ |
| "—" indica lançamentos que não figuraram nas paradas ou não foram lançados nessa região. | |   |    |   |   |                |

### Singles
| Título                                                                                   | Ano  | Melhores posições | Melhores posições | Melhores posições | Vendas (DL)      | Álbum         |
| Título                                                                                   | Ano  | KOR Gaon          | KOR Hot 100       | JAP Hot 100       | Vendas (DL)      | Álbum         |
| ---------------------------------------------------------------------------------------- | ---- | ----------------- | ----------------- | ----------------- | ---------------- | ------------- |
| "Trouble Maker"                                                                          | 2011 | 1                 | 2                 | 95                | - KOR: 4,408,787 | Trouble Maker |
| "Now (There Is No Tomorrow)"                                                             | 2013 | 1                 | 1                 | —                 | - KOR: 987,754   | Chemistry     |
| "—" indica lançamentos que não figuraram nas paradas ou não foram lançados nessa região. |      |                   |                   |                   |                  |               |

## Prêmios e indicações
| Ano  | Prêmio                       | Categoria                                     | Trabalho nomeado             | Resulto  |
| ---- | ---------------------------- | --------------------------------------------- | ---------------------------- | -------- |
| 2012 | Mnet 20's Choice Awards      | Hot Performance Star                          | "Trouble Maker"              | Venceu   |
| 2012 | 14th Mnet Asian Music Awards | Melhor Performance de Colaboração             | "Trouble Maker"              | Venceu   |
| 2012 | 4th Melon Music Awards       | Canção do Ano                                 | "Trouble Maker"              | Indicado |
| 2012 | 4th Melon Music Awards       | Melhor Artista Global                         | "Trouble Maker"              | Indicado |
| 2012 | 4th Melon Music Awards       | Melhor Vídeo Musical                          | "Trouble Maker"              | Indicado |
| 2012 | 4th Melon Music Awards       | Hot Trend Song                                | "Trouble Maker"              | Venceu   |
| 2012 | 8th Soompi Gayo Awards       | Canção do Ano                                 | "Trouble Maker"              | Indicado |
| 2012 | 8th Soompi Gayo Awards       | Top Mixed Group or Male-Female Collaborations | "Trouble Maker"              | Indicado |
| 2012 | 27th Golden Disk Awards      | Best Dance Performance                        | "Trouble Maker"              | Venceu   |
| 2012 | 27th Golden Disk Awards      | MSN International Award                       | "Trouble Maker"              | Indicado |
| 2013 | 4th allkpop Awards           | Canção do Ano                                 | "Now (There Is No Tomorrow)" |          |

 Venceustyle="text-align:center;background: #ddffdd;vertical-align: middle; {{{style}}}" class="table-yes2"| Venceu

Vençeustyle="background: #FFD; color: black; vertical-align: middle; text-align: center; " class="partial table-partial"|Pendente